# 자성 유체

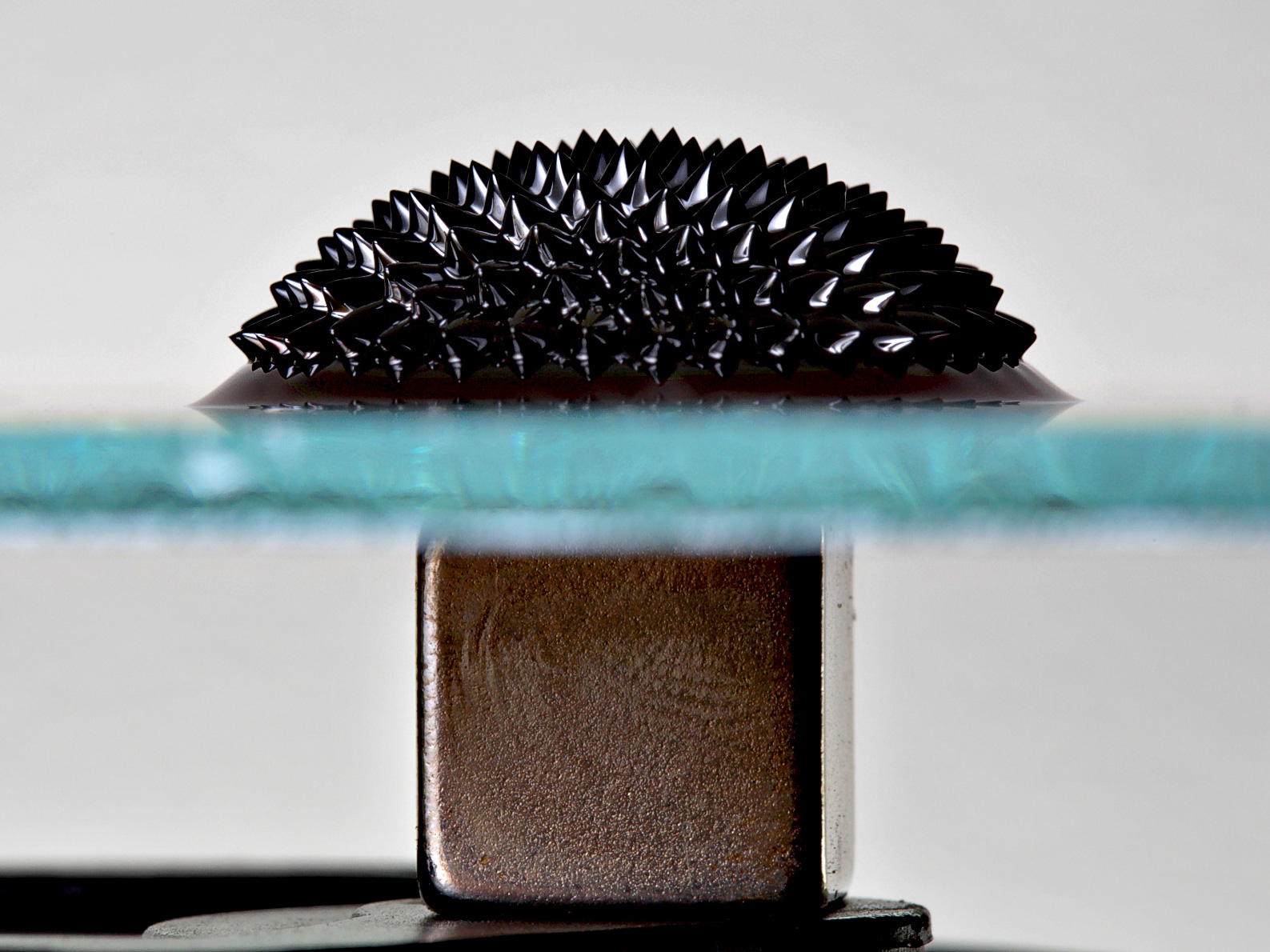

## 정의
자성 유체 (ferrofluid)는 자기장이 존재할 때 강하게 자화(magnetized)되는 액체이다.
자성 유체의 역사로는, 1963년에 나사의 스티브 파펠에 의해 고안된 액체 로켓 연료로서 자기장을 적용하여 무중력 환경의 펌프 입구로 연료를 끌어당길 수 있게 만들어졌다.
자성 유체는 강자성체로 이루어진 콜로이드 액체이며, 대개 유기 용매 또는 물로 만들어진다.
각각의 작은 입자(나노 입자라고도 함)는 계면 활성제로 완전히 코팅되어 있으며 입자들이 강력한 자기장에 노출될 때 콜로이드 혼합물에서 분리될 수도 있다

## 특징
자성 유체가 "magnetorheological fluids"(MR fluids)와 구분되는 점은 바로 입자의 크기이다.
자성 유체의 입자들은 주로 브라운운동에 의해 정지된 나노 입자로 구성되어 있으며 일반적으로 정상적인 조건하에서 가라앉지 않는다.
반면에 MR유체 입자는 주로 브라운운동에 의해 발생하는 입자(micrometre-scale)로 구성되어 있다. 따라서 입자와 입자의 밀도 차이로 인해 시간이 경과하면 미세 입자(micrometre-scale의)가 쌓인다.

## 설명
자성 유체는 자철석, 마그네슘 또는 철을 함유한 다른 화합물로 구성된 나노 크기의 입자로 구성되어 있다. 이는 열이 유체 내에서 균일하게 분산되도록 하기에 충분하며, 유체의 전체적인 자기 반응에 기여한다.
계면 활성제들은 나노 입자가 엉겨 붙지 않도록 막아 주며, 입자들이 덩어리가 되지 않도록 하기 위해 입자들이 응집되지 않도록 한다. 이상적인 자성 유체의 자기장은 강한 자기장이나 중력장에 노출되어도 소멸되지 않는다. 계면 활성제는 양극 입자와 비극성을 가진 양극(또는 반대 방향)을 가지고 있으며, 단극 꼬리(또는 극극)는 입자가 입자 주위로 각각 돌출되어 있다. 정전기는 입자의 응집을 방해한다.

## 액체 자석
자성 유체는 액체 자석과는 다르다. 자성 유체는 액체에 자성 성분을 콜로이드 방식으로 첨가한 것이지만, 액체 자석은 액체 자체가 자성을 띄는 것을 말한다. 액체 자석은 실현이 불가능하다고 여겨져왔지만 2019년에 미국 에너지부 소속 버클리 국립연구소(Berkeley Lab)가 영구적인 액체 자석을 생성해냈다.
1. ↑  “액체로 ‘영구자석’을 만들었다 – Sciencetimes”. 2019년 7월 19일에 확인함.